# Praça Zabala
A Praça Zabala (em espanhol: Plaza Zabala) está localizada na Cidade Velha, em Montevidéu, Uruguai. Seu nome é uma homenagem ao fundador da cidade, Bruno Mauricio de Zabala. Caracteriza-se pelo seu formato oblíquo, que transgride o xadrez perfeito das ruas do centro histórico, bem como por seus jardins ao estilo parisiense, idealizados por seu projetista, o arquiteto e paisagista francês, Eduardo André.
É uma das poucas praças da cidade que ainda mantém as suas grades e portões de ferro. Está localizada onde antigamente ficava o forte de Montevidéu. A rua ao redor da praça chama-se Circunvalación Durango, em homenagem à cidade de Durango, Espanha, cidade natal de Zabala. No lado norte está o Palácio Taranco, sede do Museu de Artes Decorativas e a Casa Saenz-Zumarán, atualmente a sede de um banco.

## Origem
No final de 1878, durante a ditadura do coronel Lorenzo Latorre, decidiu-se por demolir o forte e construir em seu local uma praça pública. Mas durante doze anos, este local ficou sendo um terreno baldio, que só veio a tornar-se praça em 31 de dezembro de 1890. A estátua equestre de Bruno Mauricio de Zabala, obra do escultor espanhol Lorenzo Coullaut Valera, com a colaboração do arquiteto basco Pedro Muguruza Otaño, foi inaugurada em 27 de dezembro de 1931.